# かないろ
『かないろ』 (kanairo) は植田佳奈のオリジナルアルバム。
2004年8月25日にコロムビアミュージックエンタテインメント（発売元/販売元：COCX-32860）よりリリースされた。

## 概要
- タイトルの「かないろ」は、「佳奈色」と「奏色」の両方の意味を込めてつけられたものである。
- 植田佳奈自身のものとしては初のオリジナルアルバムである。未収録は『Over the FANTASY』。なおこのアルバムは、後述の事情から2008年現在においては実質的にベストアルバムと化している。
- 収録数は全12曲だが、作品に参加した作詞者・作曲者・編曲者と楽曲制作に関わった人だけで17名、演奏者も含めた総勢は37名と個人名義の作品としては比較的多い。その中で、植田佳奈本人も作詞・作曲に参加しており、「涙日和」「風にのせて」では作詞、「あいのうた」では作詞および作曲を植田自身が手掛けている。
- なお、この作品以降、植田佳奈自身の音楽活動はほとんどなく、出演したアニメのキャラクターソングCDやドラマCD等で歌うのみにとどまっている。そのため、今作以降に植田佳奈の新曲として分類されているものに、植田佳奈オリジナルの作品・楽曲は皆無である。
- スペシャル・サンクスでは、植田と交遊・関係のある人や団体など、直接の関係に関わらず（例：山百合会、あいむの皆様など）が羅列されている。
- 作品コピーは「いろいろな"夢"をかなでます」。

## 収録曲
1. NO NAME
作詞：岩里祐穂 作曲 編曲：松田信男 （4:42）
2. シンデレラ・エスカレーション
作詞：尾崎雪絵 作曲：中村望 編曲：宮原恵太 （5:43）
3. 涙日和
作詞：植田佳奈 作曲：高橋慶吉 編曲：宮原恵太 （4:57）
  - 心変わりしかけた恋人が自分のもとに戻りそこから再び歩いていく歌。
  - 作詞についてインタビューを受けた植田自身は「曲の中ではうまくいったけど、現実だったら、そういう男の人は絶対戻ってこないという確信があります。」と述べた。そのため、曲紹介では「暗いぞ、植田佳奈」と表現された。
4. ハナビ
作詞・作曲：円谷一美 編曲：en avant （4:38）
5. そしてもう一度
作詞・作曲・編曲：ジョー・リノイエ （5:02）
6. 地球Merry-Go-Round
作詞：小幡英之 作曲・編曲：宮原恵太 （4:16）
  - アニメ「住めば都のコスモス荘」エンディングテーマで、シングル『地球Merry-Go-Round』からの収録。
7. 南十字星
作詞：岩里祐穂 作曲・編曲：関淳二郎 （4:13）
8. アノヒト
作詞・作曲：安東さくら 編曲：元道俊哉 （5:15）
9. 風にのせて
作詞：植田佳奈 作曲・編曲：関淳二郎 （4:56）
  - シングル『地球Merry-Go-Round』のc/w曲。曲の仕上がりについて、植田本人曰く「高校3年生のときの、私の初恋経験そのまま」とのこと。
10. ていく あ ちゃんす☆
作詞：Kaoru 作曲：とものかつみ 編曲：片倉三起也 （4:25）
11. ドライカレー
作詞・作曲：日向めぐみ 編曲：宮原恵太 （4:11）
12. あいのうた
作詞・作曲：植田佳奈 編曲：関淳二郎 （4:42）
  - 理想と幸福感、不安と虚無感が盛り込まれた歌。本人曰く、「理想の恋愛を描いたベタ甘な歌」。

## 制作参加
- 植田佳奈（ヴォーカル・作詞・作曲）

- 岩里祐穂（作詞）
- 尾崎雪絵（作詞）
- 円谷一美（作詞・作曲・コーラス）
- ジョー・リノイエ（作詞・作曲・編曲）
- 小幡英之（作詞）
- 安東さくら（作詞・作曲）
- Kaoru（作詞）
- 日向めぐみ（作詞・作曲・コーラス）
- 松田信男（作曲・編曲・コーラス）

- 中村望（作曲）
- 高橋慶吉（作曲）
- 関淳二郎（作曲・編曲・コーラス・ギター・ベース）
- とものかつみ（作曲）
- 宮原恵太（編曲・作曲・ピアノ）
- en avant（編曲）
- 元道俊哉（編曲）
- 片倉三起也〔ALI PROJECT〕（編曲）
- 小島圭児（コーラス）

- 大島清美（コーラス）
- 石川優美（コーラス）
- 石坂和弘（ギター）
- 久保田邦夫（ギター）
- 小堀浩（ギター）
- 首藤高弘（ギター）
- 大方良一（ギター）
- 千代正行（ギター）
- 前田JIMMY久史（ベース）

- 志賀恵子（ヴァイオリン）
- 高橋香織（ヴァイオリン）
- 飯島美菜子（ヴァイオリン・ヴィオラ）
- 両角里香（ヴィオラ）
- 前田義彦（チェロ）
- 小林太（トランペット）
- 野村裕幸（トロンボーン）
- 竹上良成（アルトサックス）
- 北沢マロ（パーカッション）